# Ẋ
Ẋ (minuskule ẋ) je speciální znak latinky. Nazývá se X s tečkou nahoře. Vyskytuje se pouze v čečenštině, která se dá psát i cyrilicí, kde se Ẋ zapisuje jako хъ. Výslovnost je: (IPA ħ).
V Unicode má Ẋ a ẋ tyto kódy:
-Ẋ U+1E8A
-ẋ U+1E8B